# سه شهریار
سه شهریار (چکی: Tři králové) نام مستعار یک گروه مقاومت ضد نازی در چکسلواکی، مابین سال‌های ۱۹۳۹ تا ۱۹۴۲ میلادی بود.
اعضای این گروه مشتمل بر یوزف ماشین (اعدام توسط آینزاتس‌گروپن اس‌اس در سال ۱۹۴۲ میلادی)، واتسلاف موراوک (کشته‌شده حین عملیات در سال ۱۹۴۲) و یوزف بالابان (اعدام در سال ۱۹۴۱) بودند.
این گروه مقاومت به دنبال حملهٔ آلمان نازی به چکسلواکی و ضمیمه کردنِ خاک آن به خود شکل گرفت. یکی از وظایف مهم این گروه، برقراری ارتباط رادیویی با فرانتیشک موراوک در بریتانیا بود.